# ستيفن إل. هاردين
ستيفن إل. هاردين (بالإنجليزية: Stephen L. Hardin)‏ هو مؤرخ أمريكي، ولد في 1953.